# Белая пятница
Белая пятница произошла на Итальянском фронте Первой мировой войны, когда лавина обрушилась на австро-венгерские казармы на горе Мармолада, убив 270 солдат. Другие лавины в тот же день обрушились на итальянские и другие австро-венгерские позиции, убив сотни людей. По некоторым данным, обе стороны намеренно выпустили снаряды в ослабленный снежный покров, пытаясь похоронить другую сторону.
Точная оценка числа жертв схода лавин в Белую пятницу отсутствует. Исторические документы свидетельствуют о по меньшей мере 2000 жертвах среди солдат и нескольких десятках среди гражданского населения.
13 декабря празднуется День Святой Люсии, памятный религиозный праздник, практикуемый большинством итальянских католиков. Хотя сход лавин в Доломитовых Альпах произошел в среду в 1916 году, для обозначения катастрофического дня, использовался термин «Белая пятница».

## Лавины на вершине Гран-Поз
Австро-венгерские военные казармы Kaiserschützen были построены на вершине Гран-Поз (примерно 11 000 футов над уровнем моря) горы Мармолада. Деревянная казарма была построена в августе 1916 года для размещения бойцов 1-го батальона Императорского стрелкового полка Nr.III (1.Btl. KschRgt.III). Расположение казарм планировалось удачным, чтобы защитить их от нападения итальянцев и обеспечить оборону на вершине спорной горы Мармолада. Казармы были расположены вдоль скалистых утесов, чтобы защитить их от прямого огня противника, и расположение было вне досягаемости минометов под большим углом.
Зимой 1916 года сильные снегопады и внезапная оттепель в Альпах создали условия, благоприятные для схода лавин. С начала декабря на вершине вершины было зафиксировано скопление снега на высоте 8-12 метров (26-39 футов). Австро-венгерский командующий 1.Btl. KschRgt.III, капитан Рудольф Шмид, заметил неминуемую опасность, с которой столкнулась его рота. Из страха, что его положение скоро станет невыносимым, капитан Шмид написал запрос своему начальнику, фельдмаршалу лейтенанту Людвигу Гойгингеру из 60-й пехотной дивизии. Апелляция была в конечном счете отклонена, чтобы освободить базу на вершине Гран-Поз. За восемь дней до схода лавины дополнительный сильный снегопад нарушил телефонные линии связи и оставил каждый аванпост в затруднительном положении из-за нехватки припасов.
В среду, 13 декабря 1916 года, в 5:30 утра, более 200 000 тонн (ок. 1 миллион кубических метров) снега и льда обрушились со склона горы прямо на казармы. Деревянные здания, битком набитые солдатами, рухнули под тяжестью лавины, раздавив обитателей. Из 321 присутствовавшего военнослужащего 229 были горной пехотой Kaiserschützen, а 102 — боснийцами из колонны поддержки. Лишь немногих удалось вытащить в безопасное место, в то время как 270 были похоронены заживо. Только 40 тел были когда-либо извлечены из кучи. Среди тех, кто выжил, был капитан Шмид вместе со своим помощником, который отделался легкими ранениями.

## Лавины Валь-Чампи-д’Арей

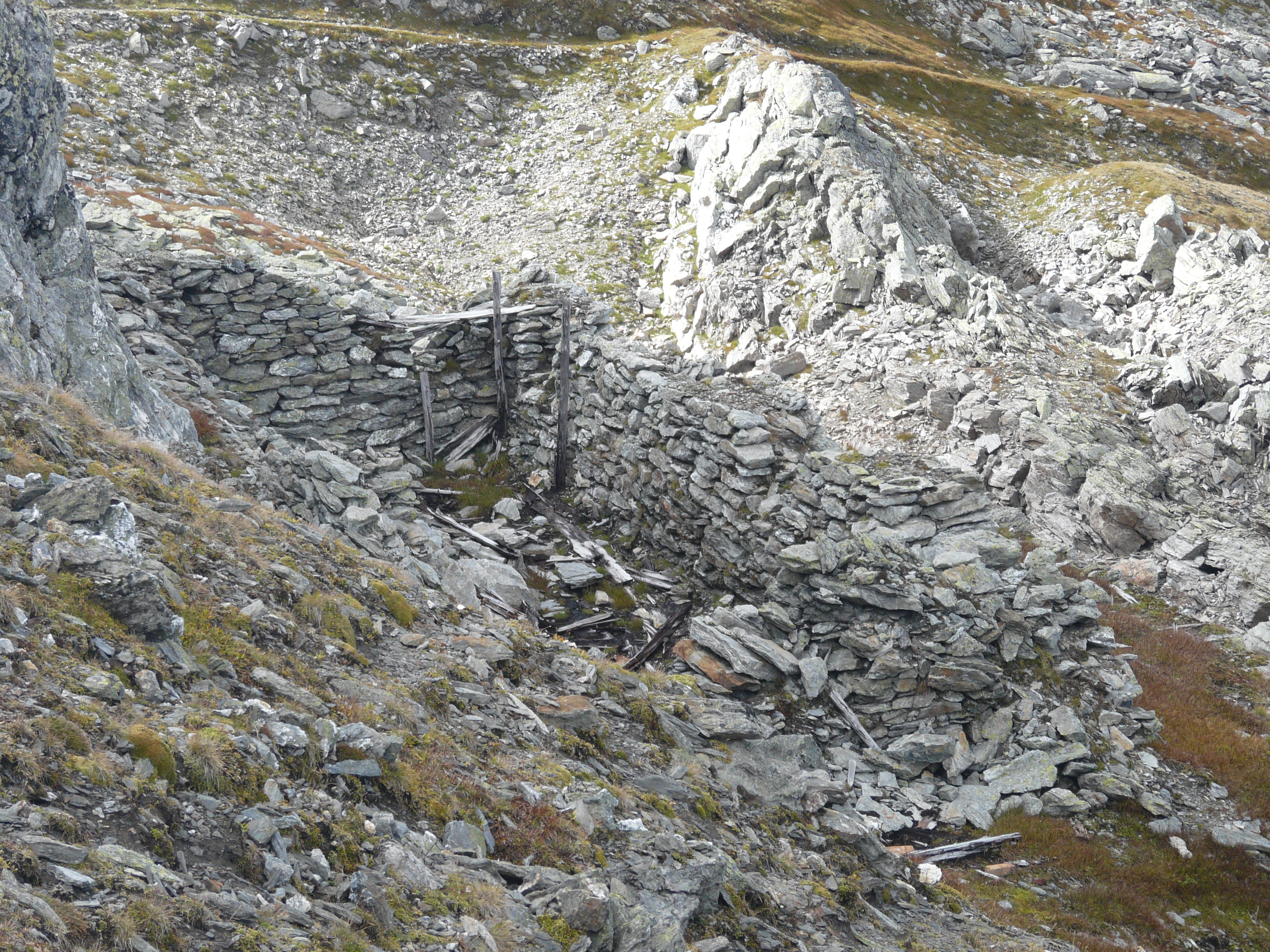
Остатки разрушенного австро-венгерского склада оружия, Мармолада

В ночь на 13 декабря лавина обрушилась на итальянскую дивизию 7-го Альпийского полка, захлестнув их горные казармы. Итальянцы назвали этот катастрофический день La Santa Lucia Nera в честь Дня Святой Люсии.

## Последствия
После Белой пятницы в декабре от схода лавин погибло 10 000 солдат со всех сторон. В целом, это составило наибольшее число смертей, вызванных снежными/ледяными обломками лавин в истории. С учетом всех смертей, связанных с лавинами (сюда входят ползуны грязи и камней, вызванные впоследствии лавиной), Белая пятница является второй по величине зарегистрированной катастрофой, связанной с лавиной, после лавины Уаскаран 1970 года.

## В массовой культуре

### Музыка
- Песня Soldier of Heaven альбома «The War to End All Wars» группы Sabaton повествует об этих событиях